# Ellen Hartman
Ellen Hartman-Cederström, ursprungligen Helena Elisabeth Florentina Hedlund, född 30 juli 1860 i Stockholm, död 4 januari 1945 i Stockholm, var en svensk skådespelare. Hon var under sin toppkarriär i unga år känd som Ellen Hartman och var en av de allra mest populära skådespelerskorna vid teaterscenen i Stockholm på 1880- och 1890-talen. 

## Biografi
Hartman var elev till bland andra Bertha Tammelin. Hon scendebuterade vid 17 års ålder 1877 på Svenska teatern, Stockholm samt 1878 på Dramatiska teatern och var 1878–1880 elev vid Kungliga Teatern där hon sedan arbetade 1880–1891.
Hartman slog igenom som den busiga och sanningssägande tonåringen Gurli i En räddande engel av Anne Charlotte Leffler 1883. En liknande succé gjorde hon 1887 som Siri i I telefon av Victoria Benedictsson (Ernst Ahlgren). Hennes rolltolkningar gjorde båda dessa pjäser till succéer hos både kritiker och publik. Hon fick spela dessa roller under hela sin karriär och även under sin comeback under 1920-talet.
Hon blev 1886 premiäraktris vid gamla Dramaten, men kom att göra stor skandal då hon i början av maj 1891, mitt under en spelsäsong, rymde till Paris med Gustaf Reinhold von Rosen och lämnade kollegorna i sticket. Hon hade fått en son, Gustav Herman Hedlund (född 1888), under äktenskapet med Victor Hartman som von Rosen lär ha varit far till. Åren 1891–1893 bodde och spelade hon teater i Paris, där hon bland annat deltog i Benoît-Constant Coquelins teaterturné genom Ryssland och Skandinavien. Därefter spelade hon 1893 på Théâtre Vaudeville i Paris på franska. Hon återvände till Sverige 1894 där hon åter togs till nåder och engagerades vid Dramatiska teatern fram till 1898.
Åren 1920–1922 gjorde hon en tillfällig återkomst med gästspel på Dramaten.
Bland hennes tidiga teaterroller på scen märks Agapetus i Herr Dardanells upptåg på landet, Erika i Blommor i drifbänk, Suzanne i Sällskap där man har tråkigt, Cyprienne i Vi skiljas och titelrollen i Madame Sans-Gêne, där hon fick en av sina största framgångar i unga år. 
Hartman medverkade under sin karriär endast i en långfilm: stumfilmen Gösta Berlings saga från 1924 där hon gör rollen som grevinnan Märta Dohna på Borg.

## Familj
Ellen Hartman var syster till skådespelaren Fredrik Hedlund. Hon var gift första gången 1881–1891 med skådespelaren Victor Hartman och andra gången från 1898 med översten friherre Bror Cederström. Makarna Cederström är begravda på Nya kyrkogården i Helsingborg.

## Foton

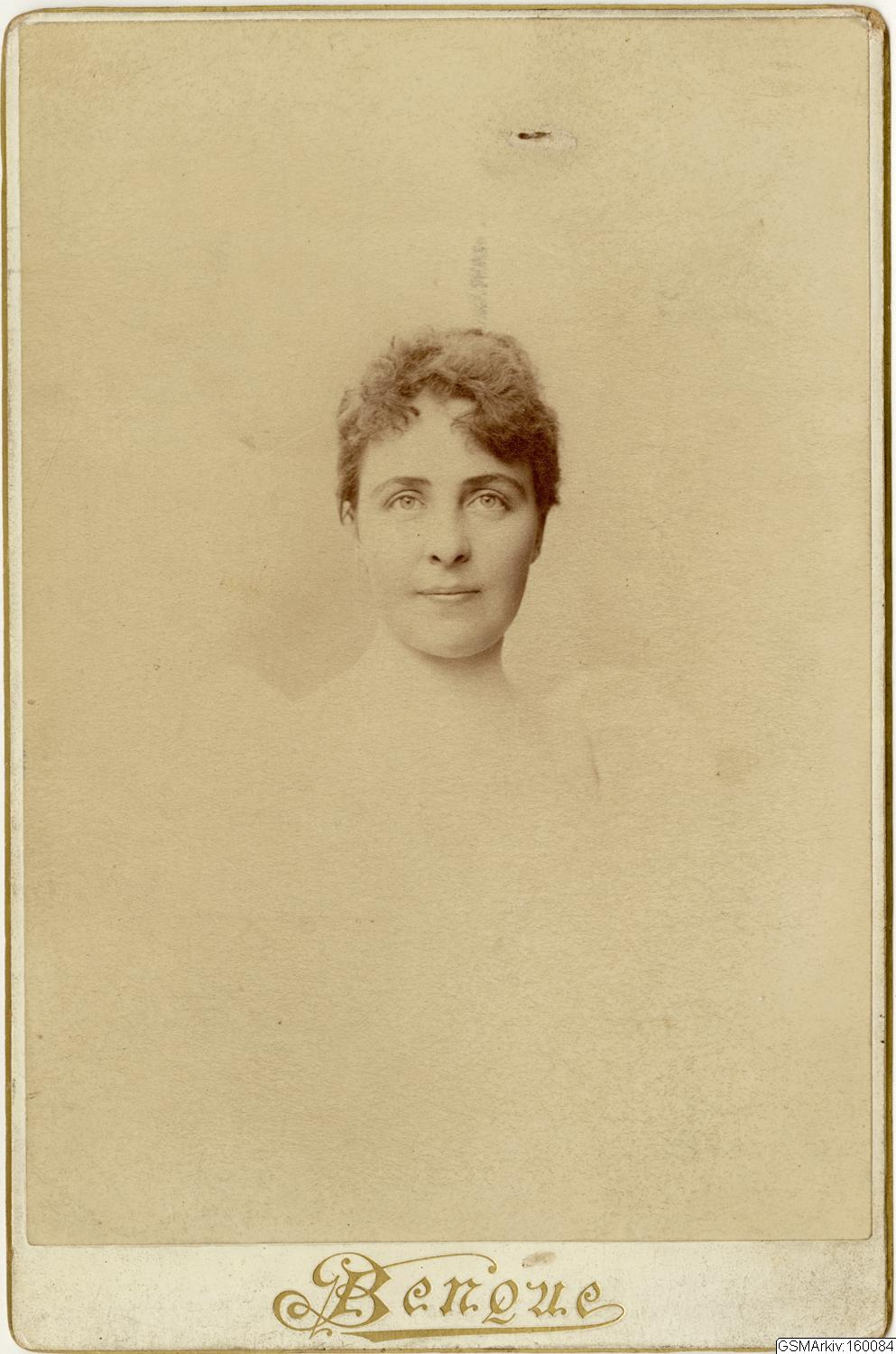
Kabinettsfoto cirka 1890.
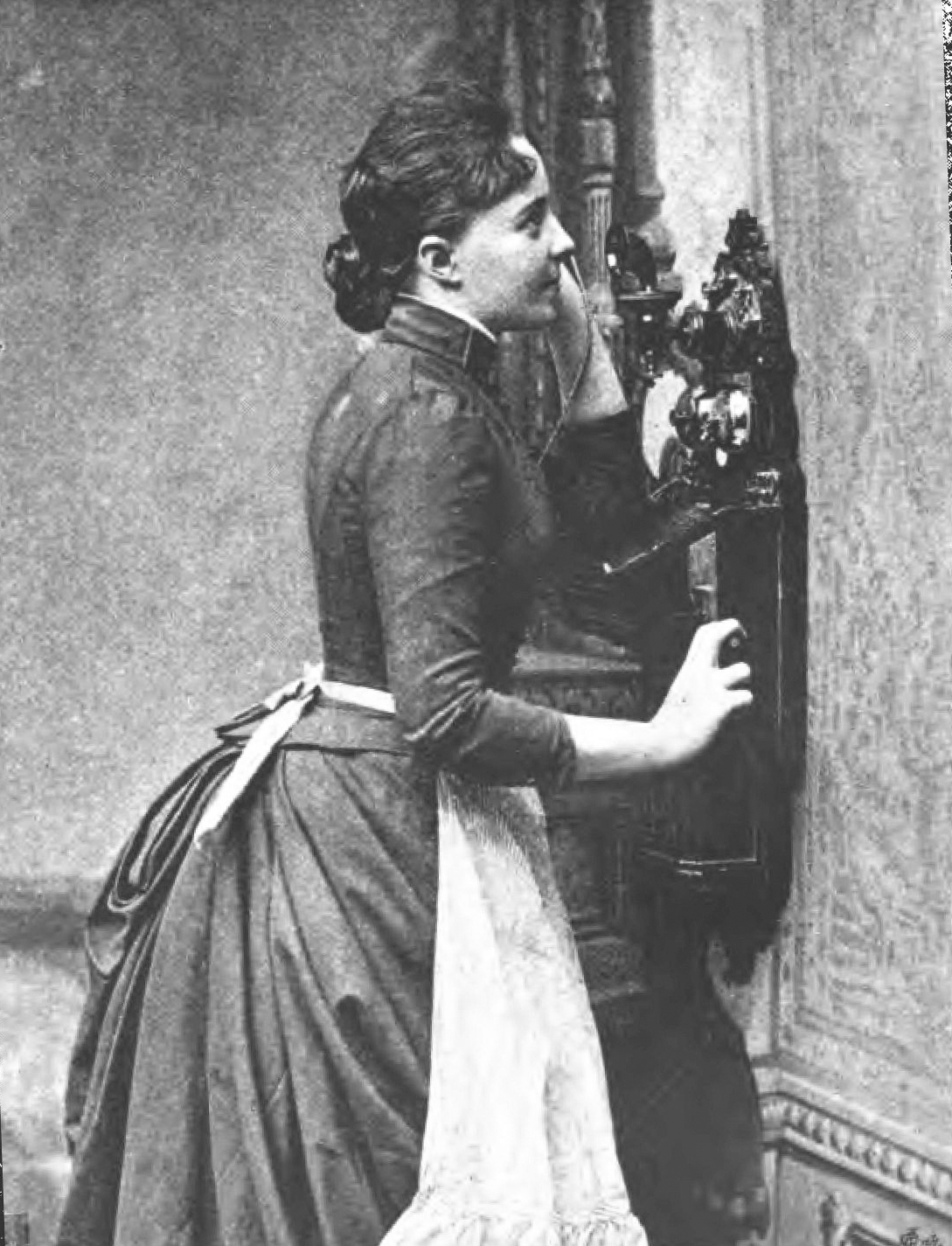
Rollfoto i kalendern Thalia 1890.
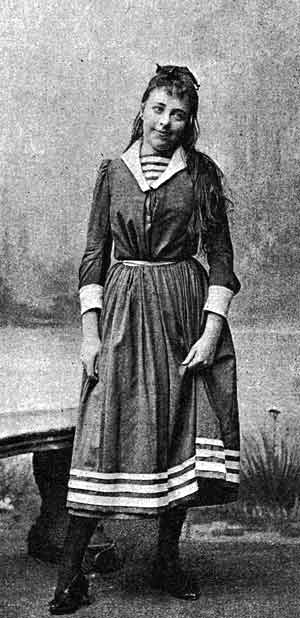
I pjäsen Småflickor 1890.
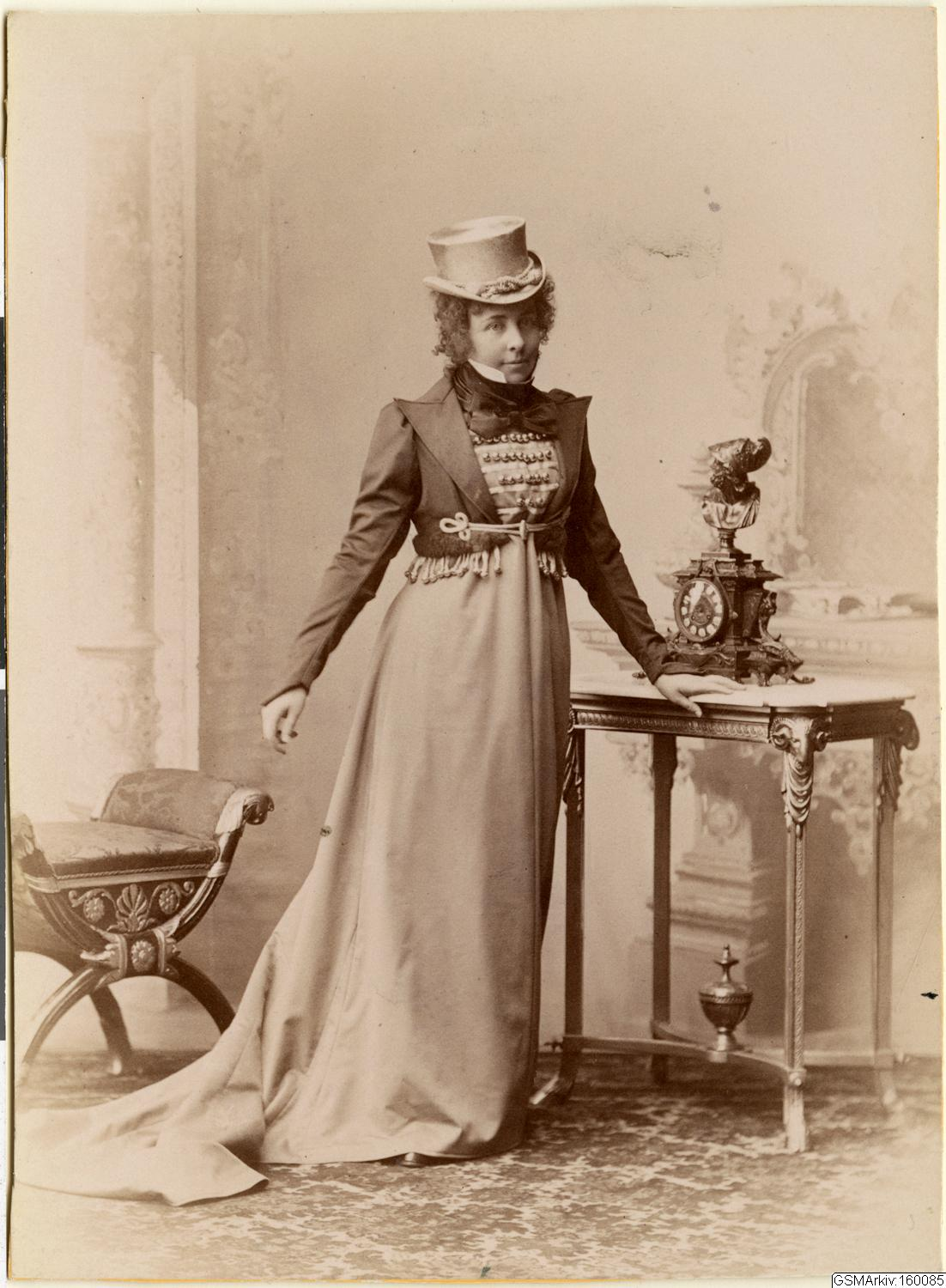
Rollstudie cirka 1900.
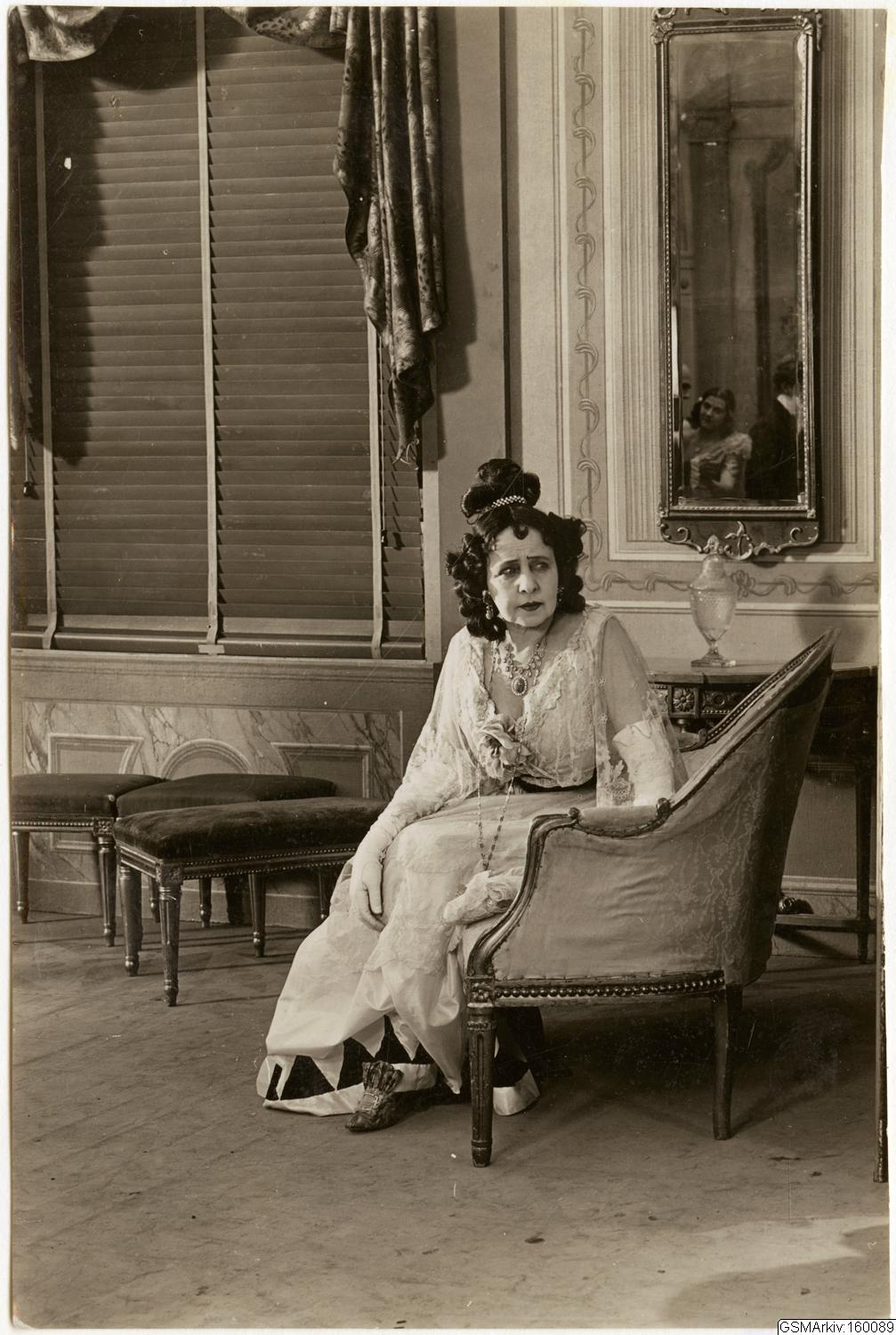
Som Märtha Dohna i filmen Gösta Berlings saga 1924.

## Teater

### Roller (ej komplett)
| År   | Roll                  | Produktion                                                        | Regi         | Teater                      |
| ---- | --------------------- | ----------------------------------------------------------------- | ------------ | --------------------------- |
| 1886 | Helga                 | Geografi och kärlek (Geografi og kærlighed) Bjørnstjerne Bjørnson |              | Kungliga Dramatiska Teatern |
| 1895 | Cathérine Hübscher    | Madame Sans-Gêne Victorien Sardou                                 |              | Kungliga Dramatiska Teatern |
| 1898 | Gurli                 | Gurli Petrus Holmiensis                                           |              | Dramatiska Teatern          |
| 1920 | Adhedmar de Gratignan | Låt oss skiljas (Divorçons) Victorien Sardou och Émile de Najac   | Karl Hedberg | Dramaten                    |

## Filmografi
- 1924 – Gösta Berlings saga

## Övrigt
- Stod som vaxdocka på Svenska Panoptikon (Stockholms vaxkabinett).[8]
- Tilldelades under sin levnad Litteris et Artibus.